# Coleocentrus gurnetensis
Coleocentrus gurnetensis är en stekelart som beskrevs av Cockerell 1921. Coleocentrus gurnetensis ingår i släktet Coleocentrus och familjen brokparasitsteklar. Inga underarter finns listade i Catalogue of Life.